# Sarkhon Kalāteh
Sarkhon Kalāteh (persiska: Sorkhan Kalāteh, سرخن كلاته) är en ort i Iran.   Den ligger i provinsen Golestan, i den norra delen av landet, 300 km öster om huvudstaden Teheran. Sarkhon Kalāteh ligger 68 meter över havet och antalet invånare är 6 507.
Terrängen runt Sarkhon Kalāteh är platt åt nordväst, men åt sydost är den kuperad. Terrängen runt Sarkhon Kalāteh sluttar norrut.Runt Sarkhon Kalāteh är det ganska tätbefolkat, med 185 invånare per kvadratkilometer. Närmaste större samhälle är Gorgan, 12,4 km väster om Sarkhon Kalāteh. Trakten runt Sarkhon Kalāteh består till största delen av jordbruksmark.